# 阿维利圣莱奥纳尔
阿维利圣莱奥纳尔（法語：Avilly-Saint-Léonard）是法国瓦兹省的一个市镇，属于桑利斯区（Senlis）桑利县（Senlis）。该市镇总面积11.96平方公里，2009年时的人口为984人。

## 人口
阿维利圣莱奥纳尔人口变化图示